# خواجة شاهي
خواجة شاهي (بالفارسية: خواجه‌شاهی) هي مستوطنة تقع في قسم ورقه الريفي في إيران. يقدر عدد سكانها بـ 593 نسمة .